# Безумие (фильм, 2008)
«Безумие» (англ. The Wackness) — американский комедийно-драматический фильм Джонатана Левайна, вышедший в 2008 году. 
Главные роли исполнили Джош Пек, Бен Кингсли, Мэри-Кейт Олсен, Фамке Янссен и Оливия Тирлби. 
Фильм распространялся компанией Sony Pictures Classics.
Картина была выпущена 6 января 2009 года на DVD и Blu-ray.

## Сюжет
Летом 1994 года в Нью-Йорке Люк Шапиро продает марихуану в обмен на терапию у своего психиатра, доктора Джеффри Сквайрса. Он оканчивает среднюю школу, но на вечеринке он узнает, что Джастин и большая часть его класса уехали на лето, за исключением него, его одноклассника и падчерицы Сквайрса, Стэфани «Стэф» Сквайрс. Когда Люк возвращается домой, он обнаруживает, что его родители спорят из-за денег и возможного выселения из квартиры на Манхэттене.
Люк начинает продавать больше марихуаны, чтобы заработать деньги для своей семьи. После разговора со Сквайрсом он сталкивается со Стеф и предлагает ей пойти с ним по городу. Она прекрасно проводит время и дает Люку свой номер телефона, чтобы летом ей не было одиноко в городе.
Люк звонит Стеф, но в конечном итоге разговаривает со Сквайрсом, после этого и они идут в бар. Пока они напиваются и кайфуют, их выгоняют за пьянство несовершеннолетних. Возвращаясь из бара, Люк и Сквайрс начинают теговать стену, но их ловит полиция.
Стэф выручает их из тюрьмы и, вопреки желанию Сквайрса, забирает Люка на день. В конце концов они целуются. Когда Люк возвращается домой, он обнаруживает, что испытывает к ней сильные чувства.
После того, как Люк узнает, что его семью выселяют, Стэф приглашает его в дом своей семьи на Файер-Айленде, в то время как Сквайрс и его жена отправляются во второй медовый месяц, чтобы восстановить свой брак. На острове Стэф узнает, что Люк девственник, и дает ему урок секса.
После принятия душа и совместного секса Люк говорит Стэф, что любит ее. Она реагирует с удивлением, хотя Люк не понимает, что она не заинтересована в серьезных отношениях. Позже Джастин связывается со Стэф и спрашивает, хочет ли она пообщаться.
Люк просит Сквайрса помочь продать марихуану, чтобы заработать достаточно денег для учебы в колледже. Он знакомит Сквайрса со своей клиенткой Элеонорой, и они нашли общий язык. Когда семью Люка выселяют и переезжают к его бабушке и дедушке в Нью-Джерси, Люк навещает Стэф, чтобы пообщаться, только для того, чтобы найти ее на свидании с Джастином.
Убитый горем Люк отправляется на Файер-Айленд, чтобы обратиться за советом к Сквайрсу, который находится в запое, потому что от него ушла жена. Находясь под воздействием алкоголя, он пытается покончить жизнь самоубийством, утонув в море, но Люк останавливает его.
Позже Люк разговаривает со Сквайрсом в доме Сквайров, и Сквайрс желает ему удачи. Когда он уходит, Стэф следует за ним к лифту, чтобы поговорить с ним. Однако Люк просит ее не делать этого, чтобы он мог полностью пережить горе, и уходит, оставив позади расстроенную Стеф. Выходя из комплекса, он включает микстейп, сделанный для него Сквайрсом, и начинает играть «All the Young Dudes» Mott the Hoople.
В Нью-Джерси Люк сообщает своей семье, что планирует стать психиатром, желая помогать другим людям с их проблемами. Вернувшись в город, Элеонора подает на пейджер Сквайрсу, и они планируют встретиться той ночью. В конце фильма Люк, курит косяк, во время ожидая на поезда.

## В ролях
- Бен Кингсли — доктор Джеффри Сквайерс
- Джош Пек — Люк Шапиро
- Фамке Янссен — Кристин Сквайерс
- Оливия Тирлби — Стэфани Сквайерс
- Мэри-Кейт Олсен — Юнион
- Дэвид Вол — мистер Шапиро
- Талия Болсам — миссис Шапиро
- Джейн Адамс — Элианор
- Method Man — Перси
- Аарон Ю — Джастин
- Сесар Эвора — Федерико
- Фернандо Колунга — Джейсон
- Талия Болсам — мать Шапиро

## Критика
Фильм получил преимущественно положительные отзывы критиков.
На сайте Rotten Tomatoes фильм имеет рейтинг 70%, на основе 132 рецензий критиков, со средней оценкой 6,3 из 10. Критический консенсус сайта гласит : «Вызывающие сочувствие персонажи и интересный сценарий помогают картине преодолеть избитый сюжет и создать очаровательную комедию». 
Однако, актерская работа Бена Кингсли, принесла фильму номинацию на премию Золотая малина в номинации: худший актер второго плана.

## Производство
Джонатан Ливайн сказал, что фильм частично автобиографичен: «Мне кажется, персонаж Стефани - это смесь нескольких разных дам, которые расставались со мной», - говорит режиссёр со смехом. «Это случилось».
Съемки завершились 24 августа 2007 года. Картина была удостоена награды зрительских симпатий за драматический фильм на кинофестивале 2008 года в Сандэнсе.

## Музыка
Ливайн написал в «The Dallas Morning News»: «Большая часть музыки говорит о том, что происходит в фильме. Есть та песня «Heaven & Hell» Раэквона, когда Джош поднимается на водонапорную башню,  смотрит вниз и спрашивает: «Это рай средней школы или это ад?» Так что многое из подобного сработало тематически».
Ливайн писал: «В конечном счете, трудный выбор музыки улучшил охват фильма, что не так уж и плохо. Но это не значит, что было легко отказаться от остальной музыки». 
Саундтрек в первоначальной версии фильма отличается от окончательной: некоторые дорожки либо смещены, либо заменены, либо вырезаны из некоторых сцен, возможно, из-за проблем с лицензированием.

### Саундтрек
1. «The What?» — The Notorious B.I.G. и Method Man
2. «You Used To Love Me» — Faith Evans
3. «Flava in Ya Ear» — Craig Mack
4. «Summertime» — DJ Jazzy Jeff & The Fresh Prince
5. «Can't You See» — Total feat. The Notorious B.I.G.
6. «I Can't Wake Up» — KRS-One
7. «The World Is Yours» — Nas
8. «Can I Kick It?» — A Tribe Called Quest
9. «Heaven & Hell» — Raekwon
10. «Bump n' Grind» — R. Kelly
11. «Just a Friend» — Biz Markie
12. «Tearz» — Wu-Tang Clan
13. «Long Shot Kick De Bucket» — The Pioneers
14. «All The Young Dudes» — Mott the Hoople